# Дулицький Альфред Ізраїльович
Дулицький Альфред Ізрайлович 22 лютого 1938 — український зоолог і природоохоронець. Теріолог, член Ради Українського теріологічного товариства НАН України. Народився в Керчі. Живе і працює у Сімферополі.

## Освіта, кваліфікація, робота

### Навчання, перші експедиції
1958 року поступив до Одеського державного університету, де з перших днів активно здобував спеціальні зоологічні знання під керівництвом проф. Івана Пузанова. У січні 1963 року, навчаючись на 4 курсі (з 2 семестру) перевівся на факультет біології Харківського державного університету, який закінчив 1964 року, здобувши вищу освіту за спеціальністю «зоологія».
Фахові знання в Харкові набував під керівництвом проф. Іллі Вольчанецького, а також відомих зоологів — теріолога й орнітолога Олександра Лисецького та орнітолога Ігоря Кривицького. Разом із І. Волчанецьким та О. Лисецьким пройшов школу польових досліджень, взявши участь у експедиційних дослідженнях на Сіверсько-Донецькій біостанції (нині біостанція ХНУ в с. Гайдари і територія НПП «Гомільшанські ліси») та в двох довготривалих (1,5-2 міс.) орнітологічних експедиціях до Дагестану.
Після закінчення університету протягом трьох років (1964—1967) працював вчителем біологій та хімії в Бабаївській середній школі (Харківський район). Працюючи в Бабаях, продовжував свої зоологічні дослідження і брав участь в зоологічних експедиціях ХНУ.

### Кримський заповідник, дисертація

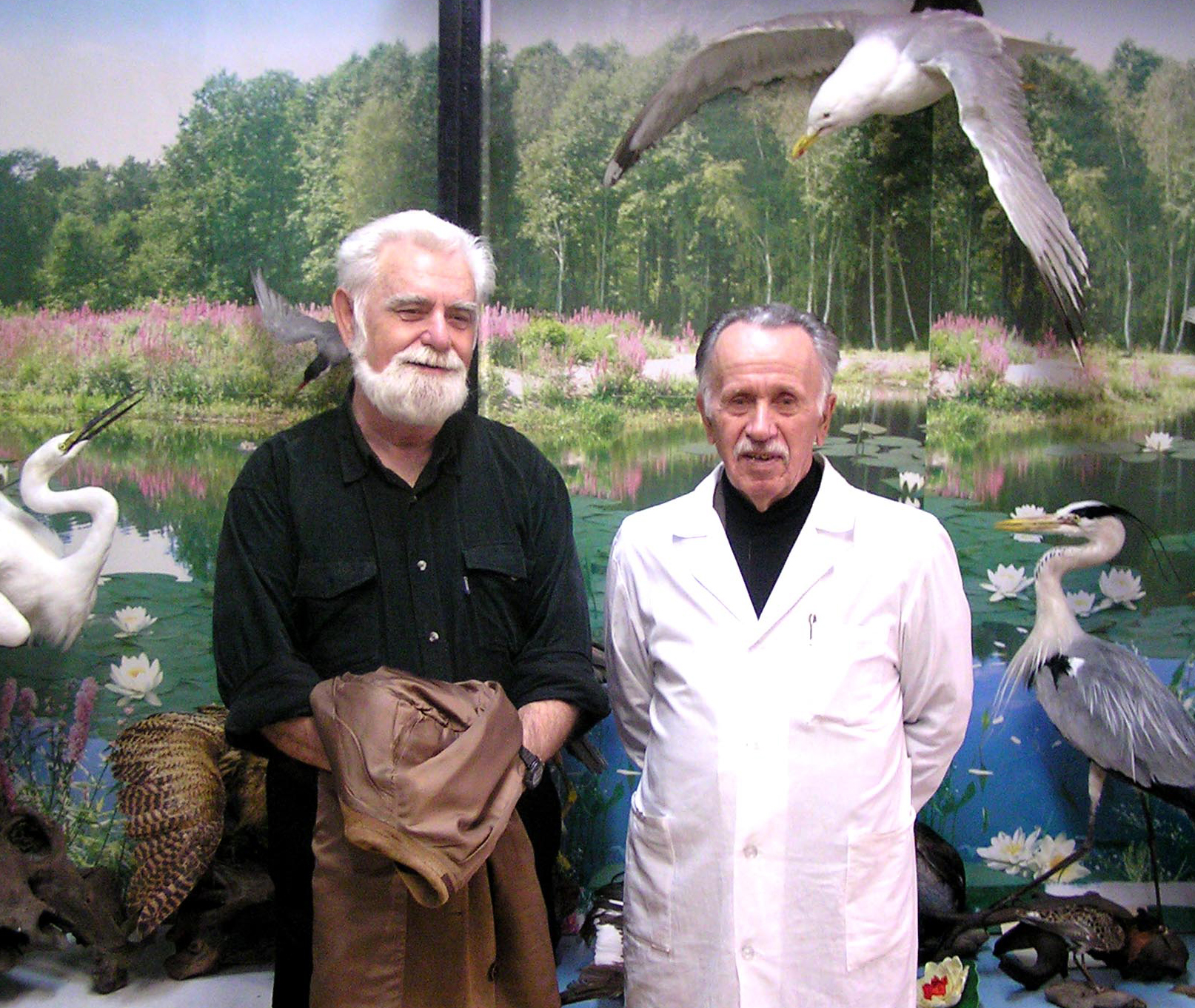
Альфред Дулицький та Микола Самчук: зустріч двох колишніх аспірантів Михайла Воїнственського під час 12 Теріошколи (Луганськ, 29.11.2005, Зоологічний музей ЛНУ)

1967 року Альфред Дулицький переїхав до Криму (Євпаторія), де здобув посаду штатного зоолога Кримського державного заповідно-мисливського господарства (КДЗМГ). З цього часу почалася робота з планомірного вивчення і моніторингу ссавців Кримського півострова. В КДЗМГ пропрацював 17 років, з 1967 до 1984, перебуваючи на посаді старшого наукового співробітника.
В час роботи в КДЗМГ багато співпрацював з Юлієм Костіним (1934—1982), разом з яким підготував і видав три книжки з циклу «Рідкісні тварини Криму» (1978, 1981, 1990).
1982 року захистав дисертацію «Ссавці Криму — їх практичне значення й охорона». Дисертація була захищена у провідній установі цього профілю тих часів — у Всесоюзному Науково-дослідницькому інституті охорони природи й заповідної справи (Москва). Керівник дисертаційного дослідження — проф. Михайло Воїнственський.

### Кримська протичумна станція
Наступний період професійної роботи пов'язаний з Кримською протичумною станцією Міністерства охорони здоров'я України. На роботу в ПЧС Альфред Дулицький перейшов 1984 року. Спочатку працював на посаді «біолог-зоолог», а з 1997 до 2004 року — завідувач Лабораторії моніторингу осередкових екосистем.
- див. також: Українська протичумна станція: спеціалісти

### Педагогічна діяльність
Поточний період творчості — викладання дисциплін зоологічного профілю в Південній Філії НУБіП (власна назва — «Кримський агротехнологічний університет», КАТУ). Пропрацював в КАТУ з вересня 2005 р. до лютого 2012 року на кафедрі мисливствознавства та екології лісу. Читав курси «Біологія мисливських тварин», «Лісова зоологія», «Мисливствознавство», «Трофейна справа». Окрім того, неодноразово керував дипломними проектами з зоології в Таврійському національному університеті спільно з Раїсою Петрівною Стенько. Разом з Р. Стенько вони працювали упродовж значного періоду часу, зокрема за тематикою вивчення паразитів кажанів та деяких інших ссавців. Серед їхніх спільних вихованців є такі зоологи, як Ірина Коваленко, Олена Денисова.

## Українське теріологічне товариство
Альфред Дулицький упродовж всього часу існування Українського теріологічного товариства НАН України є активним його членом і учасником більшості його конференцій.
З 1983 року, тобто часу створення професійної мережі «Теріологічна школа» як однієї з основних форм діяльності УТТ бере найактивнішу участь у роботі щорічних її зібрань. Починаючи з 8-ї (луганської) теріошколи і дотепер є членом ради Теріологічної школи і одним з найактивніших учасників конкурсу-огляду «Нові імена в теріології». Щороку на зібраннях теріошколи робить наукові доповіді в розділі основної теми поточної школи, приділяючи основну увагу раритетній фауні, питанням охорони фауни і розвитку заповідної справи.

## Віхи життя
- 1964—1967 — Викладач біології й хімії.
- 1967—1984 — Старший науковий співробітник Кримського державного заповідника.
- 1973—1975 — Брав участь в проектуванні й створенні зоологічної експозиції Музею природи Кримського заповідно-мисливського господарства (м. Алушта).
- 1979 — Всесоюзне товариство «Знание», заохочувальний диплом у конкурсі на найкращий науково-популярний твір з охорони природи за книгу "Птицы и млекопитающие Крыма ", Симферополь: Таврия, 1978 (в співавторстві з Ю. В. Костіним).
- 1984 — Кримська протичумна станція Міністерства охорони здоров'я України, зоолог.
- 1997 — Завідувач Лабораторії моніторингу осередкових екосистем (там само).
- 2000 — Премія Ради Міністрів Криму за перемогу в конкурсі на найкращу книгу з краєзнавства («Крым. Книга Рекордов»; спільно з 2 співавторами й 2 соредакторами); Член-кореспондент Кримської Академії Наук; Учасник семінару по роботі з Bat-детектором.
- 2001 — Почесна Грамота Ради Міністрів Криму за перемогу в конкурсі проектів публікацій з охорони природи — за проект серії книг «Биоразнообразие Крыма».

- Член Ради Теріологічної школи.
- Обирався членом Ради Українського Теріологічного Товариства (Київ).
- Член Бюро й Ради Кримської республіканської Асоціації «Экология и мир»; експерт з біорізноманіття.
- Один з засновників Кримської Асоціації підтримання біологічного й ландшафтного різноманіття — ГУРЗУФ-97 й заступник голови Асоціації.

## Наукові праці
Автор понад 200 наукових і науково-популярних статей і близько 10 монографічних видань та довідників.

### Монографії
- Костин Ю. В., Дулицкий А. И. Птицы и звери Крыма: Научно-популярный очерк. — Симферополь: Таврия, 1978. — 112 с.
- Редкие животные Крыма. Справочник / Костин Юлий Витальевич, Дулицкий Альфред Израйлович, Мальцев Игорь Владимирович. — Симферополь : «Таврия», 1981. — 160 с. — 50 000 прим. (рос.)
- Костин Ю. В., Дулицкий А. И., Мальцев И. В. Редкие животные Крыма. — Симферополь: Таврия, 1990. — 200 с.
- Дулицкий А. И. Биоразнообразие Крыма. Млекопитающие: история, состояние, охрана, перспективы. — Симферополь: СОНАТ, 2001. — 208 с. (було два видання, з кримськотатарськими назвами та без них; версія без них обсягом 224 стор. тут: книга Дулицького на сайті Теріологічної школи (анонс книги та djvu) [Архівовано 5 березня 2016 у Wayback Machine.])

### Деякі статті (зворотна хронологія)
Праці після 2000 року
- Дулицький А. Про поняття «раритетність» з точки зору статусу кримського шляхетного оленя // Раритетна теріофауна та її охорона / За редакцією І. Загороднюка. — Луганськ, 2008. — С. 44-48. — (Серія: Праці Теріологічної Школи. Випуск 9).
- Дулицький А. Некоторые системные проблемы заповедников // Заповедники Крыма-2007. hrml >>>
- Дулицький А., Дулицька О. Білка-телеутка та її теперішній статус у Криму // Фауна в антропогенному середовищі. — Луганськ, 2006. — С. 71-74. — (Праці Теріол. школи. Вип. 8).
- Дулицький А. О некоторых терминах, проблемах и практике заповедного дела // Фауна в антропогенному середовищі. — Луганськ, 2006. — С. 217—222. — (Праці Теріол. школи. Вип. 8).
- Дулицький А. Про статус штучно створених об'єктів охорони природи // Науковий Вісник Ужгородського університету. Серія Біологія. — 2005. — N 17. — С. 82-85. pdf >>> [Архівовано 7 березня 2007 у Wayback Machine.]
- Дулицкий А. И., Коваленко И. С. ГИС-инвертирование материалов базы данных в отношении надвида Sylvaemus sylvaticus (S. arianus + S. uralensis) // Ученые записки Таврического национального университета им. В. И. Вернадского Серия «Биология, имия». — 2004. — Том 17 (56), № 2. — С. 39-44. pdf >>> [Архівовано 25 жовтня 2014 у Wayback Machine.]
- Арутюнян Л. С., Дулицкий А. И. Каннибализм и генеративная активность — ключевые популяционные адаптации серой крысы (Rattus norvegicus Berk.) по использованию пищевого ресурса во время сезонных пессимумов // Ученые записки Таврического национального университета им. В. И. Вернадского Серия «Биология, химия». — 2004. — Том 17 (56), № 2. — С. 192—197. pdf >>> [Архівовано 3 травня 2014 у Wayback Machine.]
- Дулицкий А. И. Десятая (международная) териологическая Школа-семинар зоологов заповедников и биостационаров Украины // Вопросы развития Крыма. — Симферополь: Таврия-Плюс, 2003. — Вып. 15: Инвентаризация крымской биоты. — С. 9-19. pdf >>> [Архівовано 6 березня 2022 у Wayback Machine.]
- Подмогильный В. А., Дулицкий А. И., Чирний В. И. Тактические и методические приемы эпизоотологического обследования территории на лептоспироз // Вопросы развития Крыма. — Симферополь: Таврия-Плюс, 2003. — Вып. 15: Инвентаризация крымской биоты. — С. 35-39. pdf >>> [Архівовано 13 травня 2016 у Wayback Machine.]
- Дулицкий А. И., Коваленко И. С. Материалы по рукокрылым Крыма в зоологических собраниях Украины и России // Вопросы развития Крыма. — Симферополь: Таврия-Плюс, 2003. — Вып. 15: Инвентаризация крымской биоты. — С. 197—210. pdf >>> [Архівовано 13 квітня 2016 у Wayback Machine.]
- Дулицький А., Михайлова О. До характеру перебування кажанів на території Криму // Міграційний статус кажанів в Україні / За ред. І. Загороднюка. — Київ: Українське теріологічне товариство, 2001. — С. 106—109. — (Novitates Theriologicae. Pars 6). pdf >>> [Архівовано 5 березня 2016 у Wayback Machine.]
- Дулицкий А. И., Михайлова А. Е., Стенько Р. П. Первые находки подковоносов Мегели и южного (Rhinolophus mehelyi Matschye, 1901 и Rh. euryale Blasius, 1853; Chiroptera, Rhinolophidae) на территории Украины // Заповедники Крыма на рубеже тысячелетий. — Симферополь, 2001. — С. 32-34.

Праці до 2000 р.
- Дулицкий А. И., Товпинец Н. Н. Аннотированный список млекопитающих Крыма // Памяти профессора Александра Александровича Браунера (1857—1941). — Одесса: Музейный фонд им. А. А. Браунера; Астропринт, 1997. — С. 92-100.
- Дулицкий А. И., Товпинец Н. Н., Щербак Н. Н. и др. Млекопитающие // Биоразнообразие Крыма: оценки и потребности сохранения (Раб. мат-лы … междунар. … семинара). — Гурзуф, 1997. — С. 54-57.
- Дулицкий А. И., Чирний В. И., Алексеев А. Ф. и др. К экологии насекомоядных Левобережной Украины // Первое Всесоюз. совещ. по биол. насекомоядных млекопитающих (Новосибирск, 1992). — М., 1992. — С. 49-50.
- Дулицкий А. И., Алексеев А. Ф., Арутюнян Л. С. и др. Распространение серой и черной крыс в Крыму // Синантропия грызунов.— Москва, 1992.— С. 151—161.
- Стенько Р. П., Дулицкий А. И., Карпенко О. В. Гельминтофауна рукокрылых Крыма // Зоол. журн. — 1986. — Том 65, Вып. 8. — С. 1133—1139.
- Дулицкий А. И., Стенько Р. П., Карпенко О. В. Об охране летучих мышей в Крыму // Вестн. зоологии. — 1986. — Том 20, № 1. — С. 54-55.
- Константинов А. И., Вшивков Ф. Н., Дулицкий А. И. Современное состояние фауны рукокрылых Крыма // Зоол. журн. — 1976. — Том 55, вып. 6. — С. 885—893.
- Дулицкий А. И. Численность и проблемы охраны рукокрылых в Крыму // Мат-лы 1-го всесоюз. совещ. по рукокрылым (Chiroptera). — Ленинград: ЗИН АН СССР, 1974. — С. 63-67.
- Костин Ю. В., Дулицкий А. И. Птицы и млекопитающие Крыма и перспективы их рационального использования / Отчет о НИР в 3 томах: № госрегистрации 70035353.